# (8556) Jana
(8556) Jana est un astéroïde de la ceinture principale.

## Description
(8556) Jana est un astéroïde de la ceinture principale. Il fut découvert le 7 juillet 1995 à l'Observatoire Kleť par Zdeněk Moravec. Il présente une orbite caractérisée par un demi-grand axe de 2,91 UA, une excentricité de 0,36 et une inclinaison de 5,4° par rapport à l'écliptique.

## Compléments